# Tri Nations 1997
Tri Nations 1997 war die zweite Ausgabe des jährlich stattfindenden Rugby-Union-Turniers Tri Nations. Zwischen dem 19. Juli und dem 23. August 1997 fanden sechs Spiele statt. Neuseeland gewann das Turnier zum zweiten Mal, das während des Turnieres auch den Bledisloe Cup verteidigte.

## Tabelle
|    | Land       | Spiele | Siege | Unent. | Ndlg. | Spiel- punkte | Diff. | Bonus- punkte | Tabellen- punkte |
| -- | ---------- | ------ | ----- | ------ | ----- | ------------- | ----- | ------------- | ---------------- |
| 1. | Neuseeland | 4      | 4     | 0      | 0     | 159:109       | + 50  | 2             | 18               |
| 2. | Südafrika  | 4      | 1     | 0      | 3     | 148:144       | + 4   | 3             | 7                |
| 3. | Australien | 4      | 1     | 0      | 3     | 96:150        | - 54  | 2             | 6                |

## Ergebnisse
| 19. Juli 1997 | Südafrika                                                                                         | 32 : 35         | Neuseeland                                                                          | Ellis Park Stadium, Johannesburg Zuschauer: 51.000 Schiedsrichter: Peter Marshall (Australien) |
| 19. Juli 1997 | Versuche: Bennett Drotské Erhöhungen: de Beer (2) Straftritte: de Beer (4) Dropgoals: de Beer (2) | (23:19) Bericht | Versuche: Bunce (2) Spencer Wilson Erhöhungen: Spencer (3) Straftritte: Spencer (3) | Ellis Park Stadium, Johannesburg Zuschauer: 51.000 Schiedsrichter: Peter Marshall (Australien) |

| 15                 | Russell Bennett          |     |
| 14                 | André Snyman             |     |
| 13                 | Percy Montgomery         |     |
| 12                 | Danie van Schalkwyk      |     |
| 11                 | Pieter Rossouw           |     |
| 10                 | Jannie de Beer           |     |
| 09                 | Joost van der Westhuizen |     |
| 08                 | Gary Teichmann           | (C) |
| 07                 | André Venter             |     |
| 06                 | Ruben Kruger             |     |
| 05                 | Mark Andrews             |     |
| 04                 | Krynauw Otto             |     |
| 03                 | Marius Hurter            |     |
| 02                 | Naka Drotské             |     |
| 01                 | Os du Randt              |     |
| Auswechselspieler: |                          |     |
| 16                 | James Small              |     |
| 17                 | Henry Honiball           |     |
| 18                 | Werner Swanepoel         |     |
| 19                 | Fritz van Heerden        |     |
| 20                 | Dawie Theron             |     |
| 21                 | Chris Rossouw            |     |

| 15                 | Christian Cullen    |     |
| 14                 | Jeff Wilson         |     |
| 13                 | Frank Bunce         |     |
| 12                 | Lee Stensness       |     |
| 11                 | Tana Umaga          |     |
| 10                 | Carlos Spencer      |     |
| 09                 | Justin Marshall     |     |
| 08                 | Zinzan Brooke       |     |
| 07                 | Josh Kronfeld       |     |
| 06                 | Taine Randell       |     |
| 05                 | Robin Brooke        |     |
| 04                 | Ian Jones           |     |
| 03                 | Olo Brown           |     |
| 02                 | Sean Fitzpatrick    | (C) |
| 01                 | Craig Dowd          |     |
| Auswechselspieler: |                     |     |
| 16                 | Alama Ieremia       |     |
| 17                 | Andrew Mehrtens     |     |
| 18                 | Ofisa Tonu'u        |     |
| 19                 | Charles Riechelmann |     |
| 20                 | Bull Allen          |     |
| 21                 | Norm Hewitt         |     |

| 26. Juli 1997 | Australien                                                       | 18 : 33        | Neuseeland                                                                     | Melbourne Cricket Ground, Melbourne Zuschauer: 90.119 Schiedsrichter: Ed Morrison (England) |
| 26. Juli 1997 | Versuche: Gregan Little Erhöhungen: Burke Straftritte: Burke (2) | (6:23) Bericht | Versuche: Bunce Cullen Wilson Erhöhungen: Spencer (3) Straftritte: Spencer (4) | Melbourne Cricket Ground, Melbourne Zuschauer: 90.119 Schiedsrichter: Ed Morrison (England) |

| 15                 | Matt Burke      |     |
| 14                 | Ben Tune        |     |
| 13                 | Jason Little    |     |
| 12                 | James Holbeck   |     |
| 11                 | Joe Roff        |     |
| 10                 | Tim Horan       |     |
| 09                 | George Gregan   |     |
| 08                 | Michael Brial   |     |
| 07                 | Brett Robinson  |     |
| 06                 | Daniel Manu     |     |
| 05                 | John Eales      | (C) |
| 04                 | Garrick Morgan  |     |
| 03                 | Andrew Heath    |     |
| 02                 | Michael Foley   |     |
| 01                 | Richard Harry   |     |
| Auswechselspieler: |                 |     |
| 16                 | Stephen Larkham |     |
| 17                 | Sam Payne       |     |
| 18                 | Troy Coker      |     |
| 19                 | David Wilson    |     |
| 20                 | Andrew Blades   |     |
| 21                 | Marco Caputo    |     |

| 15                 | Christian Cullen    |     |
| 14                 | Jeff Wilson         |     |
| 13                 | Frank Bunce         |     |
| 12                 | Alama Ieremia       |     |
| 11                 | Glen Osborne        |     |
| 10                 | Carlos Spencer      |     |
| 09                 | Justin Marshall     |     |
| 08                 | Zinzan Brooke       |     |
| 07                 | Josh Kronfeld       |     |
| 06                 | Taine Randell       |     |
| 05                 | Robin Brooke        |     |
| 04                 | Ian Jones           |     |
| 03                 | Olo Brown           |     |
| 02                 | Sean Fitzpatrick    | (C) |
| 01                 | Craig Dowd          |     |
| Auswechselspieler: |                     |     |
| 16                 | Adrian Cashmore     |     |
| 17                 | Andrew Mehrtens     |     |
| 18                 | Ofisa Tonu'u        |     |
| 19                 | Charles Riechelmann |     |
| 20                 | Bull Allen          |     |
| 21                 | Norm Hewitt         |     |

| 2. August 1997 | Australien                                                                 | 32 : 20         | Südafrika                                                                   | Lang Park, Brisbane Zuschauer: 36.416 Schiedsrichter: Colin Hawke (Neuseeland) |
| 2. August 1997 | Versuche: Larkham Manu Tune (2) Erhöhungen: Knox (3) Straftritte: Knox (2) | (26:10) Bericht | Versuche: Andrews de Beer du Randt Erhöhungen: de Beer Straftritte: de Beer | Lang Park, Brisbane Zuschauer: 36.416 Schiedsrichter: Colin Hawke (Neuseeland) |

| 15                 | Stephen Larkham |     |
| 14                 | Ben Tune        |     |
| 13                 | Jason Little    |     |
| 12                 | James Holbeck   |     |
| 11                 | Joe Roff        |     |
| 10                 | David Knox      |     |
| 09                 | George Gregan   |     |
| 08                 | Daniel Manu     |     |
| 07                 | David Wilson    |     |
| 06                 | Matt Cockbain   |     |
| 05                 | John Eales      | (C) |
| 04                 | Owen Finegan    |     |
| 03                 | Andrew Heath    |     |
| 02                 | Michael Foley   |     |
| 01                 | Richard Harry   |     |
| Auswechselspieler: |                 |     |
| 16                 | Elton Flatley   |     |
| 17                 | Sam Payne       |     |
| 18                 | Troy Coker      |     |
| 19                 | Brett Robinson  |     |
| 20                 | Andrew Blades   |     |
| 21                 | Marco Caputo    |     |

| 15                 | Russell Bennett          |     |
| 14                 | André Snyman             |     |
| 13                 | Percy Montgomery         |     |
| 12                 | Danie van Schalkwyk      |     |
| 11                 | Pieter Rossouw           |     |
| 10                 | Jannie de Beer           |     |
| 09                 | Joost van der Westhuizen |     |
| 08                 | Gary Teichmann           | (C) |
| 07                 | André Venter             |     |
| 06                 | Ruben Kruger             |     |
| 05                 | Mark Andrews             |     |
| 04                 | Krynauw Otto             |     |
| 03                 | Dawie Theron             |     |
| 02                 | Naka Drotské             |     |
| 01                 | Os du Randt              |     |
| Auswechselspieler: |                          |     |
| 16                 | James Small              |     |
| 17                 | Henry Honiball           |     |
| 18                 | Werner Swanepoel         |     |
| 19                 | Fritz van Heerden        |     |
| 20                 | Adrian Garvey            |     |
| 21                 | James Dalton             |     |

| 9. August 1997 | Neuseeland                                                                                                   | 55 : 35         | Südafrika                                                                                             | Eden Park, Auckland Zuschauer: 35.000 Schiedsrichter: Derek Bevan (Wales) |
| 9. August 1997 | Versuche: Cullen (2) Ieremia Marshall Randell Spencer Umaga Erhöhungen: Spencer (4) Straftritte: Spencer (4) | (23:21) Bericht | Versuche: Kruger Montgomery Rossouw Teichmann van der Westhuizen Erhöhungen: de Beer (3) Honiball (2) | Eden Park, Auckland Zuschauer: 35.000 Schiedsrichter: Derek Bevan (Wales) |

| 15                 | Christian Cullen    |     |
| 14                 | Jeff Wilson         |     |
| 13                 | Frank Bunce         |     |
| 12                 | Alama Ieremia       |     |
| 11                 | Tana Umaga          |     |
| 10                 | Carlos Spencer      |     |
| 09                 | Justin Marshall     |     |
| 08                 | Zinzan Brooke       |     |
| 07                 | Josh Kronfeld       |     |
| 06                 | Taine Randell       |     |
| 05                 | Robin Brooke        |     |
| 04                 | Ian Jones           |     |
| 03                 | Olo Brown           |     |
| 02                 | Sean Fitzpatrick    | (C) |
| 01                 | Craig Dowd          |     |
| Auswechselspieler: |                     |     |
| 16                 | Scott McLeod        |     |
| 17                 | Andrew Mehrtens     |     |
| 18                 | Ofisa Tonu'u        |     |
| 19                 | Charles Riechelmann |     |
| 20                 | Bull Allen          |     |
| 21                 | Norm Hewitt         |     |

| 15                 | Russell Bennett          |     |
| 14                 | James Small              |     |
| 13                 | Percy Montgomery         |     |
| 12                 | Henry Honiball           |     |
| 11                 | André Snyman             |     |
| 10                 | Jannie de Beer           |     |
| 09                 | Joost van der Westhuizen |     |
| 08                 | Gary Teichmann           | (C) |
| 07                 | André Venter             |     |
| 06                 | Ruben Kruger             |     |
| 05                 | Mark Andrews             |     |
| 04                 | Krynauw Otto             |     |
| 03                 | Marius Hurter            |     |
| 02                 | James Dalton             |     |
| 01                 | Os du Randt              |     |
| Auswechselspieler: |                          |     |
| 16                 | Pieter Rossouw           |     |
| 17                 | Joe Gillingham           |     |
| 18                 | Werner Swanepoel         |     |
| 19                 | Fritz van Heerden        |     |
| 20                 | Dawie Theron             |     |
| 21                 | Naka Drotské             |     |

| 16. August 1997 | Neuseeland                                                                         | 36 : 24        | Australien                                           | Carisbrook, Dunedin Zuschauer: 42.500 Schiedsrichter: Joël Dumé (Frankreich) |
| 16. August 1997 | Versuche: Cullen Marshall Randell Erhöhungen: Spencer (3) Straftritte: Spencer (5) | (36:0) Bericht | Versuche: Larkham (2) Roff Tune Erhöhungen: Knox (2) | Carisbrook, Dunedin Zuschauer: 42.500 Schiedsrichter: Joël Dumé (Frankreich) |

| 15                 | Christian Cullen    |     |
| 14                 | Jeff Wilson         |     |
| 13                 | Frank Bunce         |     |
| 12                 | Alama Ieremia       |     |
| 11                 | Glen Osborne        |     |
| 10                 | Carlos Spencer      |     |
| 09                 | Justin Marshall     |     |
| 08                 | Zinzan Brooke       |     |
| 07                 | Josh Kronfeld       |     |
| 06                 | Taine Randell       |     |
| 05                 | Robin Brooke        |     |
| 04                 | Ian Jones           |     |
| 03                 | Olo Brown           |     |
| 02                 | Sean Fitzpatrick    | (C) |
| 01                 | Craig Dowd          |     |
| Auswechselspieler: |                     |     |
| 16                 | Scott McLeod        |     |
| 17                 | Andrew Mehrtens     |     |
| 18                 | Ofisa Tonu'u        |     |
| 19                 | Charles Riechelmann |     |
| 20                 | Bull Allen          |     |
| 21                 | Anton Oliver        |     |

| 15                 | Stephen Larkham |     |
| 14                 | Ben Tune        |     |
| 13                 | Jason Little    |     |
| 12                 | James Holbeck   |     |
| 11                 | Joe Roff        |     |
| 10                 | David Knox      |     |
| 09                 | George Gregan   |     |
| 08                 | Troy Coker      |     |
| 07                 | David Wilson    | (C) |
| 06                 | Fili Finau      |     |
| 05                 | John Langford   |     |
| 04                 | Owen Finegan    |     |
| 03                 | Andrew Blades   |     |
| 02                 | Michael Foley   |     |
| 01                 | Richard Harry   |     |
| Auswechselspieler: |                 |     |
| 16                 | Mitch Hardy     |     |
| 17                 | Sam Payne       |     |
| 18                 | Toutai Kefu     |     |
| 19                 | Brett Robinson  |     |
| 20                 | Marco Caputo    |     |
| 21                 | Andrew Heath    |     |

| 23. August 1997 | Südafrika | 61 : 22         | Australien                                                            | Loftus Versfeld Stadium, Pretoria Zuschauer: 49.000 Schiedsrichter: Paddy O’Brien (Neuseeland) |
| 23. August 1997 | Versuche: Andrews Brosnihan Dalton de Beer Erasmus Montgomery (2) Rossouw Erhöhungen: de Beer (6) Straftritte: de Beer (3) | (18:15) Bericht | Versuche: Knox Little Roff Erhöhungen: Knox (2) Straftritte: Knox (1) | Loftus Versfeld Stadium, Pretoria Zuschauer: 49.000 Schiedsrichter: Paddy O’Brien (Neuseeland) |

| 15                 | André Joubert            |     |
| 14                 | James Small              |     |
| 13                 | Percy Montgomery         |     |
| 12                 | Henry Honiball           |     |
| 11                 | André Snyman             |     |
| 10                 | Jannie de Beer           |     |
| 09                 | Joost van der Westhuizen |     |
| 08                 | Gary Teichmann           | (C) |
| 07                 | Rassie Erasmus           |     |
| 06                 | Warren Brosnihan         |     |
| 05                 | Mark Andrews             |     |
| 04                 | Hannes Strydom           |     |
| 03                 | Marius Hurter            |     |
| 02                 | James Dalton             |     |
| 01                 | Os du Randt              |     |
| Auswechselspieler: |                          |     |
| 16                 | Pieter Rossouw           |     |
| 17                 | Werner Swanepoel         |     |
| 18                 | Schutte Bekker           |     |
| 19                 | Braam Els                |     |
| 20                 | Dawie Theron             |     |
| 21                 | Naka Drotské             |     |

| 15                 | Stephen Larkham |     |
| 14                 | Ben Tune        |     |
| 13                 | Jason Little    |     |
| 12                 | James Holbeck   |     |
| 11                 | Joe Roff        |     |
| 10                 | David Knox      |     |
| 09                 | George Gregan   |     |
| 08                 | Troy Coker      |     |
| 07                 | David Wilson    | (C) |
| 06                 | Matt Cockbain   |     |
| 05                 | John Langford   |     |
| 04                 | Owen Finegan    |     |
| 03                 | Andrew Blades   |     |
| 02                 | Michael Foley   |     |
| 01                 | Richard Harry   |     |
| Auswechselspieler: |                 |     |
| 16                 | Mitch Hardy     |     |
| 17                 | Sam Payne       |     |
| 18                 | Toutai Kefu     |     |
| 19                 | Brett Robinson  |     |
| 20                 | Andrew Heath    |     |
| 21                 | Marco Caputo    |     |

## Statistik

### Meiste erzielte Versuche
|    | Name             | Versuche | Land       |
| -- | ---------------- | -------- | ---------- |
| 1. | Christian Cullen | 4        | Neuseeland |
| 2. | Frank Bunce      | 3        | Neuseeland |
| 2. | Stephen Larkham  | 3        | Australien |
| 2. | Percy Montgomery | 3        | Südafrika  |
| 2. | Ben Tune         | 3        | Australien |

### Meiste erzielte Punkte
|    | Name           | Punkte | Land       |
| -- | -------------- | ------ | ---------- |
| 1. | Carlos Spencer | 84     | Neuseeland |
| 2. | Jannie de Beer | 64     | Südafrika  |
| 3. | David Knox     | 28     | Australien |